# Conseil constitutionnel (Cameroun)
Pour les articles homonymes, voir Conseil constitutionnel.
Au Cameroun, le Conseil constitutionnel (en anglais : Constitutional Council) est une institution camerounaise créée en 1996 et officiellement mise en place en février 2018. C'est l'instance compétente en matière constitutionnelle et l'organe régulateur du fonctionnement des institutions.

## Histoire
Le Conseil constitutionnel a été prévu dans la constitution du 18 janvier 1996 par la loi No 96/06 du 18 janvier 1996 portant du 2 juin 1972, elle-même modifiée par loi No 2008/001 du 14 avril 2008,. Mais elle n'est installée que depuis le 7 février 2018, soit 22 ans après sa création par les décrets No 2018/104 du 07 février 2018 portant organisation et fonctionnement du Secrétariat général du Conseil constitutionnel et No 2018/105 du 07 février 2018 portant nomination des Membres du Conseil Constitutionnel.

## Composition
Le Conseil constitutionnel du Cameroun est mis en place le 7 février 2018. Il est composé de 11 membres dont certains sont des anciens cadres du parti du chef de l'État et nommés par le président de la République pour un mandat de six ans renouvelables.
| Nom                            | Fonction  | Mandat                   | Mandat                             | Nommé par |
| ------------------------------ | --------- | ------------------------ | ---------------------------------- | --------- |
| Clément Atangana               | Président | depuis le 7 février 2018 | Renouvelé                          | Paul Biya |
| Emmanuel Bonde                 | Membre    | 2018-2024                | Renouvelé, mort le 03 janvier 2025 | Paul Biya |
| Bipoun Woum Joseph Marie       | Membre    | 2018-2024                | Remplacé                           | Paul Biya |
| Florence Rita Arrey            | Membre    | 2018-2024                | Renouvelé                          | Paul Biya |
| Émile Essombe                  | Membre    | 2018-2024                | Renouvelé                          | Paul Biya |
| Paul Nchoji Nkwi               | Membre    | 2018-2024                | Renouvelé                          | Paul Biya |
| Jean-Baptiste Baskouda         | Membre    | 2018-2024                | Renouvelé                          | Paul Biya |
| Sanda Bah Oumarou              | Membre    | 2018-2024                | Renouvelé                          | Paul Biya |
| Charles Étienne Lekene Donfack | Membre    | 2018-2024                | Renouvelé                          | Paul Biya |
| Joseph Owona                   | Membre    | 2020-2024                | Mort, Remplacé                     | Paul Biya |
| Ahmadou Tidjani                | Membre    | 2018-2024                | Renouvelé                          | Paul Biya |
| Adolphe Minkoa She             | Membre    | Février 2024, pour 6 ans | Nouveau                            | Paul Biya |
| Aaron Logmo Beleck             | Membre    | Février 2024, pour 6 ans | Nouveau                            | Paul Biya |

En février 2024, Paul Biya nomme deux personnes nouvelles à ce Conseil constitutionnel : Adolphe Minkoa She et Aaron Logmo Beleck,  pour un mandat de six ans. 

### Membres statutaires
Les membres statutaires du Conseil constitutionnel au Cameroun sont au nombre de 11. Ils sont nommés par le président de la République, pour un mandat de 6 ans éventuellement renouvelable, suivant la procédure de désignation suivante:
- Trois membres dont le président du Conseil constitutionnel proposés par le président de la République,
- Trois membres désignés par le président du Sénat, sur avis du bureau
- Trois membres désignés par le président de l'Assemblée nationale, sur avis du bureau
- Deux membres proposés par le Conseil supérieur de la magistrature.

Un Secrétariat général chapeauté par un Secrétaire général nommé par le président de la République assiste le conseil dans l'exercice de ses fonctions.

### Membres de droit
Les anciens présidents de la République du Cameroun sont membres à vie du Conseil constitutionnel.

## Fonctions
En permanence, le Conseil constitutionnel du Cameroun est l'organe régulateur du fonctionnement des institutions de la république. C'est aussi le juge de la constitutionnalité des lois camerounaises, des traités et accords internationaux, des règlements intérieurs des deux chambres du Parlement (l'Assemblée nationale et le Sénat). 
De façon saisonnière, le Conseil constitutionnel est l'arbitre du jeu politique en ce qu'il est appelé à régler les contentieux électoraux pouvant survenir lors d'élections comme les référendums, les élections présidentielles, les élections législatives,.[réf. nécessaire]
C'est le Conseil constitutionnel qui proclame le résultat des élections au Cameroun.

## Critiques
Le Conseil constitutionnel du Cameroun est une institution budgétivore de plus dont la mise en place va alourdir les charges de l'État. Les missions qui lui sont dévolues sont d'ailleurs actuellement exercées constitutionnellement par la Cour suprême.
Les membres du Conseil constitutionnel nommés par le président de la République sont majoritairement issus du parti au pouvoir, ce qui selon certains hommes met en doute sa capacité à garantir la transparence lors de la prochaine élection présidentielle prévue pour fin 2018.